# 天津热带植物观光园
39°08′14″N 117°05′18″E / 39.1373°N 117.0882°E天津热带植物观光园坐落于天津市西青区外环线七号桥，占地面积5百亩，建筑面积4万平方米。该植物园是国家AAAA级旅游景区，国家级科普教育基地，也是天津最大的室内植物园。

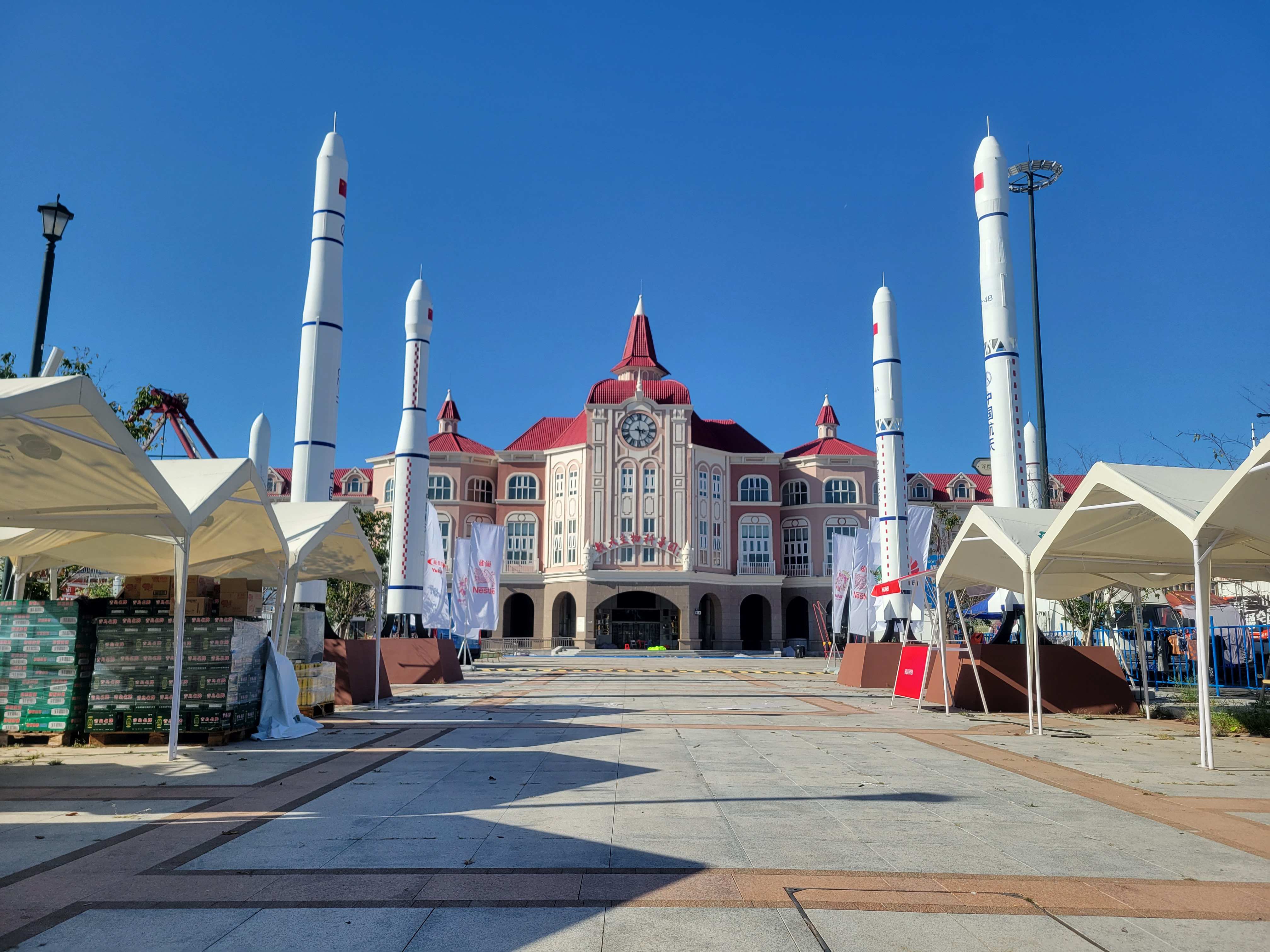
航天生物科普园（原热带植物观光园）门前，拍摄时（2024年9月）园区并未开放

該植物园于2003年6月18日建成开业。目前（2023年11月起），植物园停止对外开放，转型升级为航天生物科普园，预计于2024年4月底开放。